# Pousseux

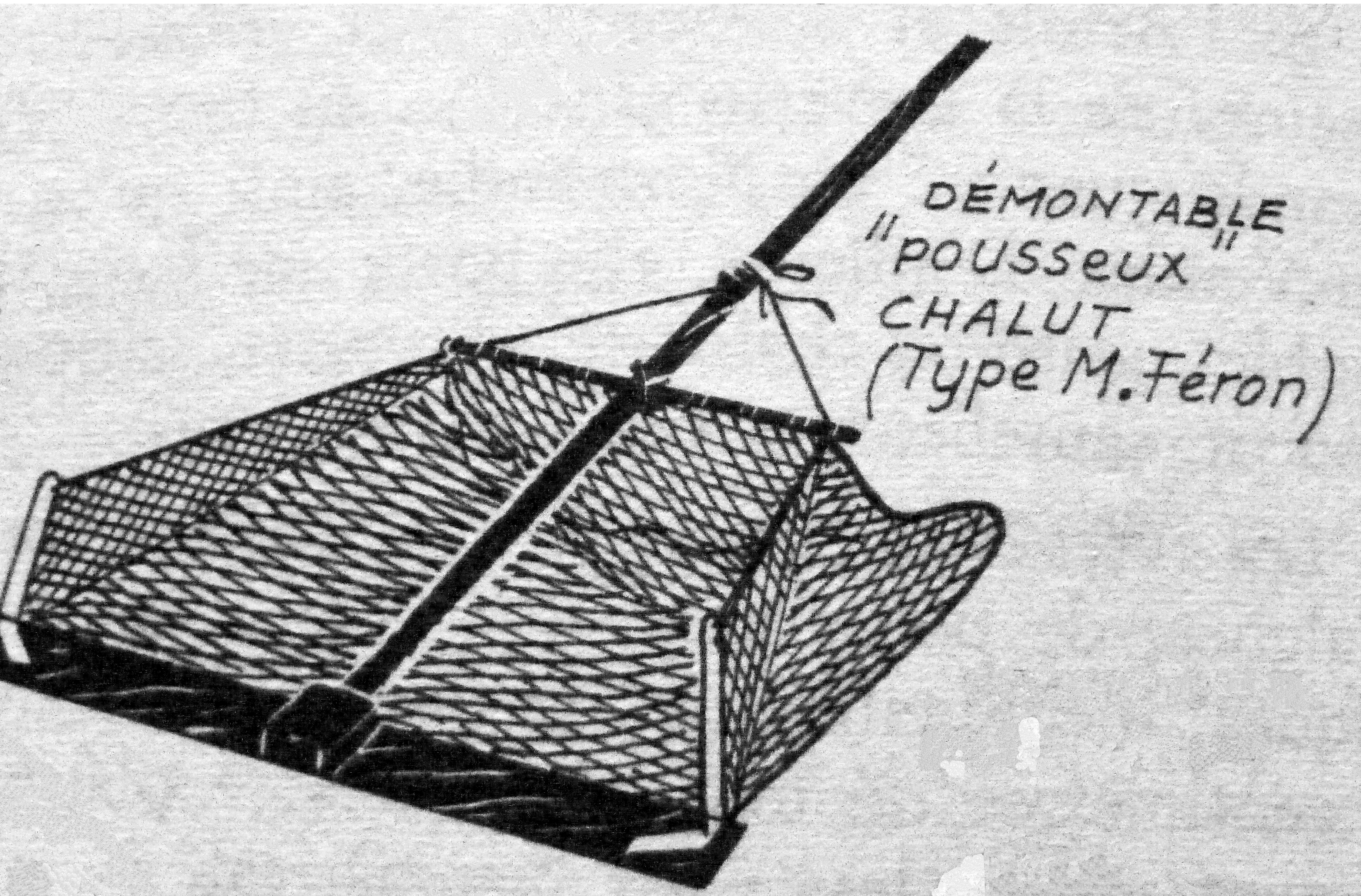
Pousseux : « chalut » démontable fait artisanalement (type M. Féron)

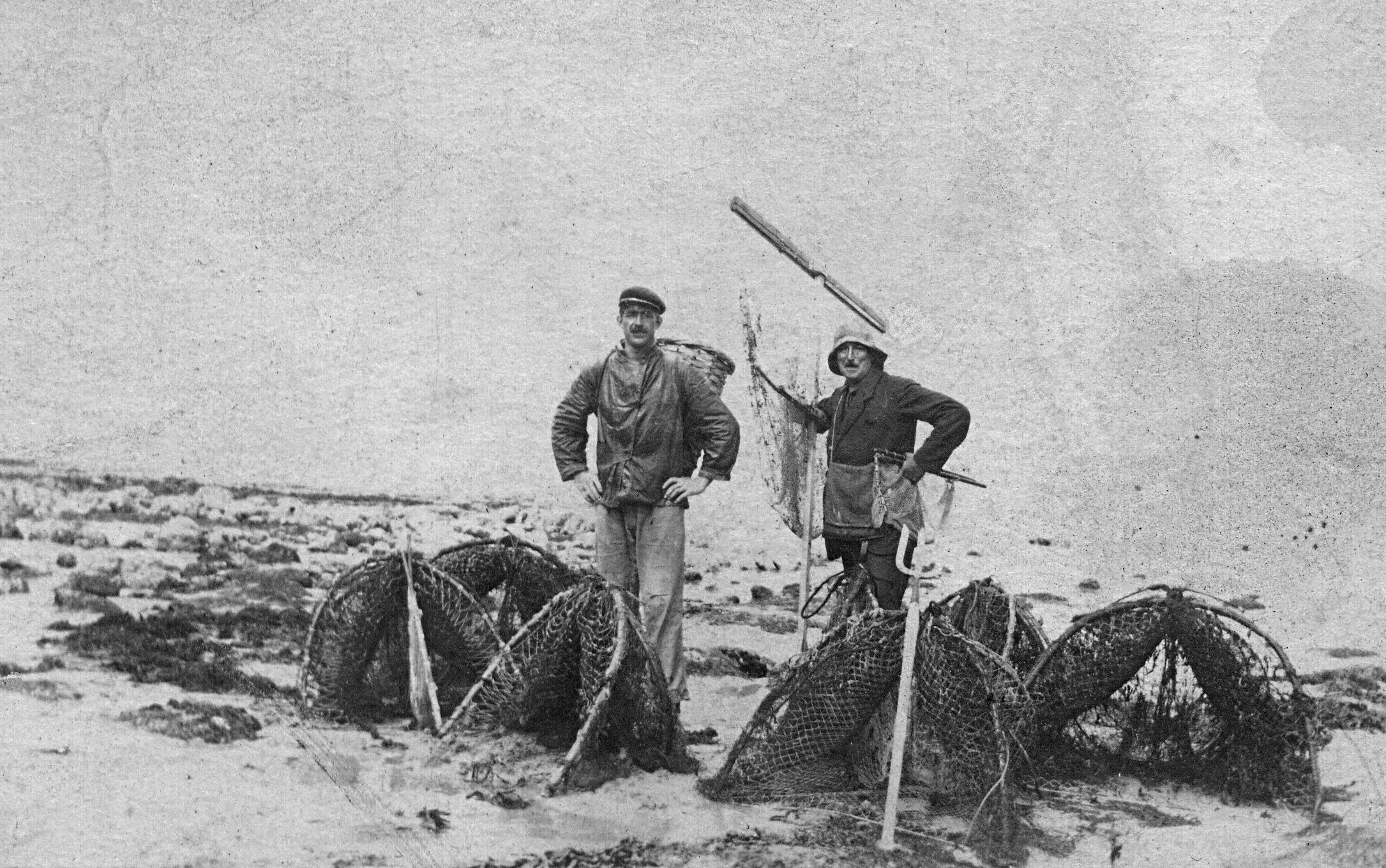
Pêcheur au pousseux (à droite) et en premier plan des verveux repliés

Un pousseux est un type d'épuisette spécifique, servant à la pêche à pied de la crevette. Il est constitué de deux parties de bois en T, le manche et le racloir, auxquels sont fixés un filet à mailles serrées.
Comme son nom l'indique, le pêcheur applique le racloir sur le sable au fond de l'eau et pousse l'épuisette devant lui en marchant, capturant ainsi les crevettes grises ou blanches.
Le nom pousseux est surtout utilisé en Normandie. Selon les régions, il peut s'appeler : bourraque, bichette, guidel, etc.
Selon sa force, le pêcheur peut employer des engins plus grands tels que le pousseux à "ailes" ou le filet en forme de chalut que l'on ne pousse pas mais que l'on traîne derrière soi au moyen de cordes. Ce dernier est surtout en usage sur le littoral picard.